# Lloyd Lee Choi
Pour les articles homonymes, voir Choi.
Lloyd Lee Choi, né au Canada, est un réalisateur, scénariste et monteur canadien.
Il est surtout connu pour son court métrage Same Old (en) de 2022, qui est présenté en première dans la compétition de courts métrages au Festival de Cannes 2022 et reçoit une mention honorable du jury du meilleur court métrage canadien au Festival international du film de Toronto 2022.

## Biographie
Originaire d'Ottawa, en Ontario, Choi prévoit d'étudier le génie aérospatial à l'université, mais il change d'avis et déménage à Vancouver, en Colombie-Britannique, pour étudier la réalisation cinématographique. En 2015, il rejoint Variable, un collectif de cinéastes basé à New York.
Il réalise les courts métrages Foxtrot (2013), 40 Love (2014), Wanderlust (2015), Before Mars (2016) et Closing Dynasty (en) (2022), et travaille dans la publicité en tant que réalisateur de spots publicitaires télévisés. Il reçoit une nomination aux Western Canadian Music Awards pour le prix du réalisateur vidéo de l'année en 2018 pour « Closer », un single pop indie du groupe Mise en Scene de Winnipeg.
En 2022, il est nommé récipiendaire de la Future Gold Film Fellowship, un programme sponsorisé par Netflix pour produire des courts métrages de réalisateurs d'Asie de l'Est et des îles du Pacifique.
Son premier long métrage, Lucky Lu (en), une extension complète de Same Old, est présenté en première dans le cadre de la Quinzaine des réalisateurs au Festival de Cannes 2025. La même année, il est nommé lauréat du prix TIFF-CBC Films Screenwriter Award pour son scénario Yakult Ajumma.

## Filmographie partielle
Sauf indication contraire, les informations mentionnées dans cette section peuvent être confirmées par la base de données cinématographiques IMDb,  présente dans la section « Liens externes ».

### Au cinéma

#### Comme réalisateur

##### Longs métrages
- 2025 : Lucky Lu (en)  (aussi scénario)

##### Courts métrages
- 2013 :  Foxtrot  (vidéo, aussi monteur)
- 2014 :  40 Love  (aussi monteur)
- 2015 :  Wanderlust  (aussi scénariste et monteur)
- 2016 :  Préquel de MARS
- 2016 : Oh, Christmas Tree (en)  (aussi scénariste et monteur)
- 2022 : Same Old (en)  (aussi scénariste et monteur)
- 2023 : Closing Dynasty (en)  (aussi scénariste)

## Récompenses et distinctions
Sauf indication contraire, les informations mentionnées dans cette section peuvent être confirmées par la base de données cinématographiques IMDb,  présente dans la section « Liens externes ».
Lloyd Lee Choi a remporté 9 prix et obtenu 12 nominations dont : 
- 73e Berlinale : Ours de Cristal 2023 pour Closing Dynasty